# Elizabeth Warren
Elizabeth Ann Warren z d. Herring (ur. 22 czerwca 1949 w Oklahoma City) – amerykańska prawniczka specjalizująca się w prawie upadłościowym, pracownik akademicki i polityk związana z Partią Demokratyczną, od 2013 senator ze stanu Massachusetts.
Urodziła się 22 czerwca 1949 w Oklahoma City. W 1970 ukończyła studia na wydziale patologii mowy i audiologii na University of Houston, a w 1976 prawo na Uniwersytecie Rutgersa. Od 1977 do 2012 była pracownikiem akademickim.
W 2007 napisała artykuł, w którym opisała pomysł na agencję federalną, mającą chronić konsumentów przed oszustwami i wprowadzaniem w błąd w sprawie produktów finansowych, takich jak hipoteki i karty kredytowe. Zaimponowała tym przywódcy większości senackiej Harry'emu Reidowi z Partii Demokratycznej, który w 2008 powołał ją do kongresowego panelu, nadzorującego dystrybucję 700 miliardów dolarów amerykańskich z programu pomocy osobom z problemami majątkowymi. W 2010 prezydent Barack Obama mianował Warren jednym ze swoich asystentów i specjalnym doradcą sekretarza skarbu.
W 2011 wygrała wybory w Massachusetts na senatora Stanów Zjednoczonych I klasy. Zdobyła reputację jednej z najbardziej progresywnych osób w Kongresie. Należała do senackiej Komisji Bankowości, Komisji do spraw Mieszkaniowych i Urbanistyki, Komisji Zdrowia, Komisji Edukacji, Komisji Pracy i Wynagrodzeń, Specjalnej Komisji do spraw Starzenia się i Komisji Służb Zbrojnych. W 2019 rozpoczęła kampanię wyborczą przed wyborami prezydenckimi w 2020 roku.

## Wczesne życie i edukacja
Urodziła się 22 czerwca 1949 w Oklahoma City w stanie Oklahoma jako Elizabeth Ann Herring. Jej ojciec Donald Herring był konserwatorem i komiwojażerem, a matka Pauline Herring z domu Reed była pracownikiem domu towarowego.
Opisując swoje dzieciństwo Warren mówiła: Dorastałam w Oklahomie na przepracowanych obrzeżach klasy średniej. Gdy mój tata miał zawał, rodzina niemal wyłożyła się na trudnościach finansowych. Ale udało nam się. Mama, która miała 50 lat i nigdy wcześniej nie pracowała poza domem, poszła do Searsa i dostała pracę za pensję minimalną – odbierała telefony. Ta praca uratowała nasz dom i rodzinę.
W liceum była konkursową mistrzynią debat, dzięki czemu zyskała stypendium, które w 1966 pozwoliło jej studiować na uniwersytecie George Washington University. W 1968 zrezygnowała ze studiów i wyszła za mąż. W 1970 na University of Houston uzyskała stopień Bachelor of Science z patologii mowy i audiologii. W 1976 ukończyła prawo na Uniwersytecie Rutgersa ze stopniem Juris Doctor.

## Kariera naukowa
W latach 70. XX wieku pracowała jako logopeda w szkole podstawowej w New Jersey, a w latach 1977–1978 jako wykładowczyni prawa na Uniwersytecie Rutgersa. W latach 1978–1983 pracowała na uczelni University of Houston jako adiunkt, a później profesor nadzwyczajny. W latach 1983–1987 była profesorem prawa na Uniwersytecie Teksańskim w Austin, a w latach 1987–1995 na Uniwersytecie Pensylwanii. Elizabeth Warren specjalizuje się w prawie upadłościowym, w latach 90. XX wieku doradzała Krajowej Komisji Przeglądu Upadłości. Przez rok od 1992 do 1993 była profesorem wizytującym na Harvard Law School, a następnie w latach 1995–2012 pracowała na tej samej uczelni na pełny etat.
W 2007 napisała artykuł naukowy, w którym opisała swój pomysł na agencję federalną, mającą chronić konsumentów przed oszustwami i wprowadzaniem w błąd w sprawie produktów finansowych, takich jak hipoteki i karty kredytowe.

## Kariera polityczna

### Pozaparlamentarna kariera polityczna

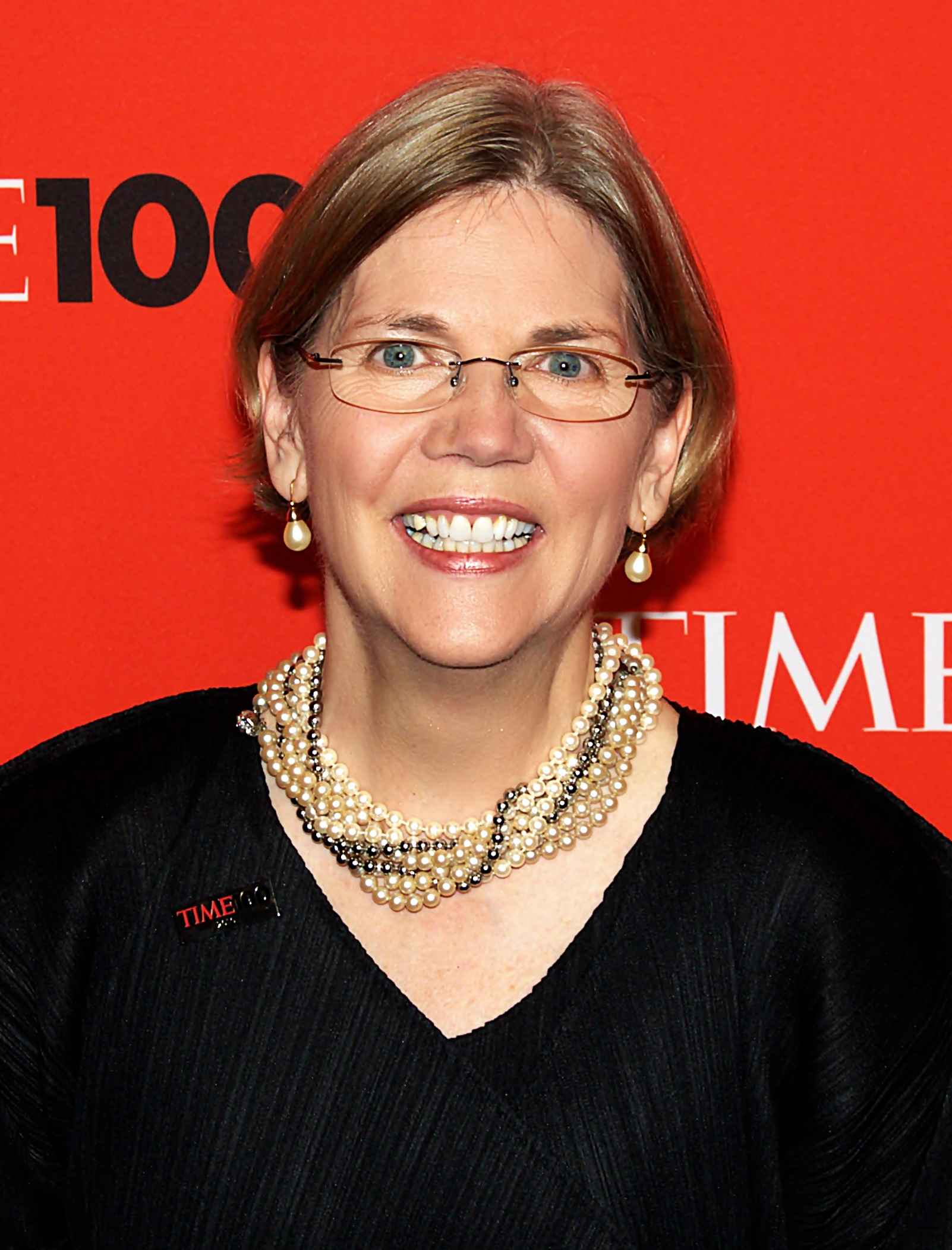
Elizabeth Warren w 2010

Do połowy lat 90. XX wieku była zarejestrowana jako członkini Partii Republikańskiej, później była związana z Partią Demokratyczną.
14 listopada 2008, w czasie globalnego kryzysu finansowego, przywódca większości senackiej, Harry Reid z Partii Demokratycznej, powołał Warren do panelu nadzorczego Kongresu nadzorującego dystrybucję 700 miliardów dolarów amerykańskich z programu pomocy osobom z problemami majątkowymi.
17 września 2010 prezydent Barack Obama mianował Warren jednym ze swoich asystentów i specjalnym doradcą sekretarza skarbu do spraw utworzenia nowego Consumer Financial Protection Bureau (Biura Finansowej Ochrony Konsumenckiej). W lipcu 2011 zamierzał ją mianować dyrektorem nowo utworzonego biura, jednak nie zrobił tego w związku ze sprzeciwem Republikanów i części Demokratów. 1 sierpnia 2011 Warren ustąpiła ze stanowiska specjalnego doradcy.

### Senator
14 września 2011 Elizabeth Warren ogłosiła, że zamierza kandydować do Senatu Stanów Zjednoczonych ze stanu Massachusetts. Jej głównym przeciwnikiem był ówczesny senator Scott P. Brown z Partii Republikańskiej. 6 listopada 2012 wygrała wybory. Jej zaprzysiężenie na senatora I klasy miało miejsce 3 stycznia 2013.
Jako senator zyskała reputację jednej z najbardziej progresywnych kongresmenów. Należała do senackiej Komisji Bankowości, Komisji do spraw Mieszkaniowych i Urbanistyki, Komisji Zdrowia, Komisji Edukacji, Komisji Pracy i Wynagrodzeń, Specjalnej Komisji do spraw Starzenia się i Komisji Służb Zbrojnych.
22 kwietnia 2014 wydała swój pamiętnik A Fighting Chance. 13 listopada przywódca większości senackiej Harry Reid powołał ją do struktur przywódczych.
W związku z jej aktywnością, spekulowano możliwość jej kandydatury w wyborach prezydenckich w 2016. 15 grudnia 2014 w wywiadzie dla National Public Radio czterokrotnie zaprzeczyła jakoby chciała kandydować.
2 czerwca 2015 napisała list do Mary Jo White, szefowej United States Securities and Exchange Commission, w którym wyraziła rozczarowanie zauważalną przepaścią między obietnicami White, a jej działaniami po objęciu stanowiska.
W 2017, gdy trwała debata nad nominowaniem Jeffa Sessionsa na prokuratora generalnego Stanów Zjednoczonych, Elizabeth Warren odczytała list działaczki na rzecz praw człowieka i żony Martina Luthera Kinga, Coretty Scott King, z 1986, w którym autorka krytycznie wyrażała się o Sessionsie. W odpowiedzi 7 lutego republikańscy senatorowie przegłosowali udzielenie Elizabeth Warren nagany za nazwanie Sessionsa hańbą dla Departamentu Sprawiedliwości. Sama Warren broniła się, tłumacząc, że tylko cytowała list, który miał być podparciem jej merytorycznej krytyki. Ponieważ nie uznała swojej winy, wykluczono ją z dalszej debaty. Do krytyki Warren włączył się również prezydent Donald Trump, który wielokrotnie przezywał ją Pocahontas.
6 listopada 2018 wybrano ją na drugą kadencję senacką.

## Wybory prezydenckie w 2020

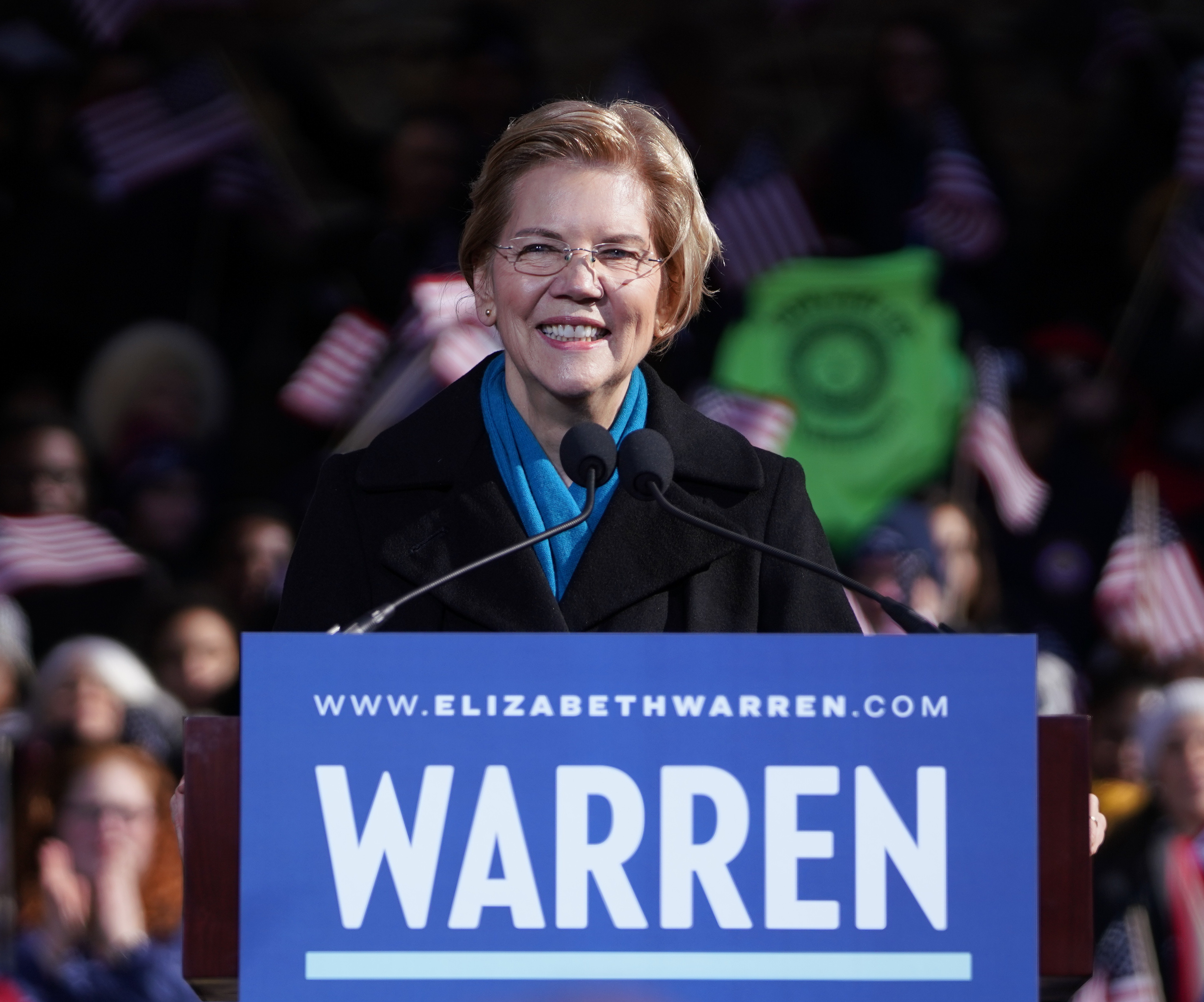
Elizabeth Warren oficjalnie zapowiadająca swój udział w wyborach prezydenckich w 2020

31 grudnia 2018 ogłosiła utworzenie komitetu rozpoznawczego, który miał zbadać jej szanse w wyborach prezydenckich w 2020. 9 lutego 2019 w Lawrence, Massachusetts oficjalnie ogłosiła rozpoczęcie swojej kampanii wyborczej przed Prawyborami Partii Demokratycznej.
Warren zadeklarowała chęć wprowadzenia dodatkowego opodatkowania osób szczególnie bogatych i powszechnej opieki przedszkolnej. Obiecała anulowanie długu studenckiego, a także ograniczenie dostępu do broni, lobbingu w Waszyngtonie i monopolu gigantów. Zapowiedziała też wsparcie ubezpieczeń zdrowotnych i ochrony środowiska.
Choć początkowo jej kandydatura cieszyła się niewielkim zainteresowaniem, po kolejnych debatach przedwyborczych jej popularność zaczęła rosnąć. W większości sondaży udało się jej z czasem wyprzedzić Beto O’Rourke’a, Pete’a Buttigiega, Kamalę Harris i Berniego Sandersa, zdobyć poparcie powyżej 20% i uplasować się na drugiej pozycji za byłym wiceprezydentem Joe Bidenem. We wrześniu 2019 w sondażu przeprowadzonym przez amerykańskie radio NPR i telewizję publiczną PBS wspólnie z ośrodkiem badawczym Marist College Warren prowadziła.

## Kontrowersje związane z pochodzeniem
Elizabeth Warren wielokrotnie twierdziła, że jej przodkowie byli rdzennymi Amerykanami z plemienia Czirokezów. Była zarejestrowana jako rdzenna Amerykanka w Teksasie od 1986. 15 października 2018 pokazała wyniki testów DNA, które to potwierdzały. Przywódcy oficjalnego plemienia Czirokezów skrytykowali ją za podpieranie się testami DNA, aby udowodnić swoje pochodzenie. Argumentowali, że uzurpuje sobie tożsamość, na którą nie zasługuje, ponieważ bycie rdzennym Amerykaninem to nie kwestia biologii, tylko tradycji, wierzeń i doświadczeń, a definiowanie etniczności na podstawie kropli krwi to czysty rasizm. 4 lutego 2019 Elizabeth przeprosiła za swoje zachowanie w telewizji CNN.

## Życie prywatne
Jest zdeklarowaną metodystką.

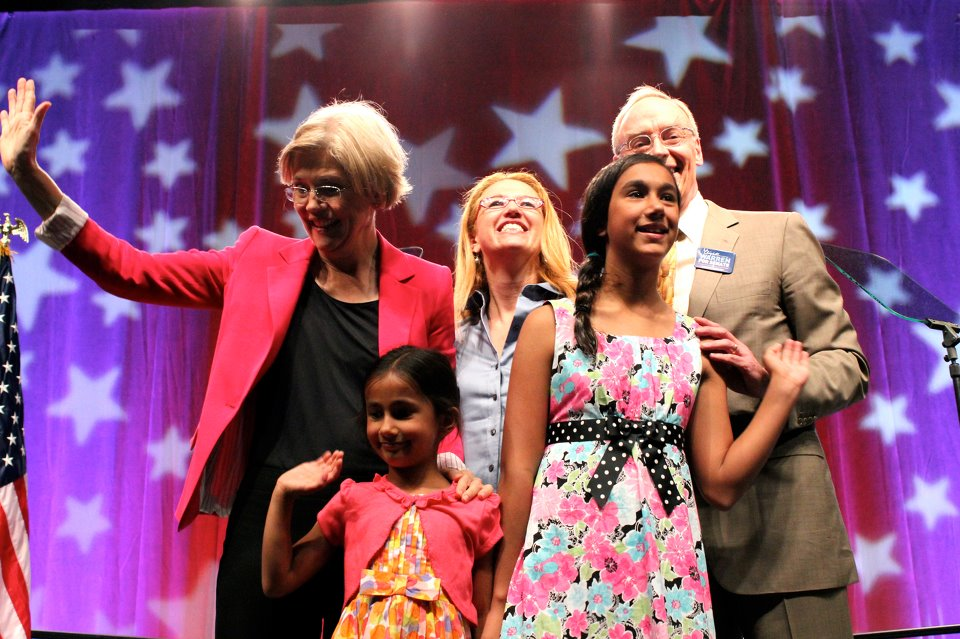
Elizabeth Warren ze swoją rodziną w 2012

Według raportów Kongresu Stanów Zjednoczonych jej majątek jest wart między 2,59, a 8,38 miliona dolarów amerykańskich.
W 1968 wyszła za Jima Warren, po którym przejęła nazwisko. W 1971 urodziła im się córka Amelia, a w 1976 syn Alex. Rozwiodła się w 1980. W tym samym roku 12 lipca wyszła za Bruce’a Manna, z którym zamieszkała w Cambridge, Massachusetts. Mają troje wnucząt i golden retrievera o imieniu Bailey